# Susanne Schaup
Susanne Schaup (* 11. März 1940 in Wien) ist eine österreichische Autorin und Übersetzerin.

## Leben
Schaup studierte englische und amerikanische Literaturwissenschaft in Wien, Salzburg und in den USA. Von 1968 bis 1970 lebte sie in London, wo sie als Lektorin für deutsche Sprache am Westfield College der Universität London tätig war. Danach ging Schaup nach München, dort arbeitete sie bis 1977 als Verlagslektorin und danach bis 1996 als freischaffende Autorin, Übersetzerin, Lektorin und freie Mitarbeiterin verschiedener Rundfunkanstalten. Seit 1997 lebt sie wieder in ihrer Heimatstadt Wien.

## Werk
Schaup übersetzt aus dem Englischen, u. a. Werke von amerikanischen Klassikern wie Henry David Thoreau, Ralph Waldo Emerson, Walt Whitman und Emily Dickinson. Ein weiterer Schwerpunkt sind Bücher zu Themen wie Spiritualität, fernöstlichen Religionen und Psychologie, darunter einige Bücher von Elisabeth Kübler-Ross. Zudem übersetzte sie zwei Bücher von Raimon Panikkar aus dem Spanischen.

## Publikationen
- Diese Kinder können nicht warten. Patenschaften und andere Formen privater Entwicklungshilfe. Ein Erfahrungsbericht aus Indien. München: Kösel 1983. ISBN 978-3-466-30253-6.
- Wo Leben wieder menschlich wird. An der Schwelle des New Age – alternatives Leben in Amerika. Freiburg i. Br.: Herder 1985. ISBN 978-3-451-08207-8.
- Wandel des Weiblichen. Der Aufbruch der Frau ins New Age. Freiburg i. Br.: Herder 1988. ISBN 978-3-451-08534-5.
- Sophia. Das Weibliche in Gott. München: Kösel 1994. ISBN 978-3-466-20383-3.
- Elisabeth Kübler-Ross. Ein Leben für gutes Sterben. Stuttgart Kreuz 1996. ISBN 978-3-7831-1485-0.
- Noch nie hab ich so gern gelebt. Wandlung durch eine Krebserkrankung. München: Kösel 1999. ISBN 978-3-466-20442-7.
- Henry David Thoreau – Realist und Mystiker. Verlagsbuchhandlung S.Göbel, Leipzig 2021, ISBN 978-3-940203-11-3